# Szabó Marianne
Szabó Marianne (Budapest, 1932. május 15.–) Munkácsy Mihály-díjas magyar iparművész, textilművész. A Magyar Művészeti Akadémia levelező tagja (2012). Makovecz Imre építőművész özvegye.

## Életpályája
Felsőfokú tanulmányokat a Magyar Iparművészeti Főiskolán folytatott (1950-1955).
Jets György, Rozs Endre, Szervánszky Jenő voltak a mesterei. 1959 óta kiállító művész, első alkalommal Hübner Arankával és Szenes Zsuzsával mutatkozott be a Műcsarnokban, a továbbiakban a Prizma 13 csoport tagjaival állított ki. Pályakezdő éveiben nyomott és kézzel festett textilanyagot, függönyöket készített, s a grafika uralta alkotásait, erős kontúrok és a színes foltok játéka jellemzi montázsszerű kompozícióit. Monotípia eljárással nyomott anyagainak motívumai emberi figurák, növények, madarak, különféle termések voltak.
Az 1960-as évek közepén új technikák segítségével új irányba fordult: a kötés, horgolás, hímzés hagyományos technikájával és sok évszázadon át alkalmazott ötleteivel kötetlenebb és felszabadultabb formálás- és gondolkodásmódot érvényesített a megszokott textilmunkákban. 1968-ban a Textil-Falikép c. kiállításon törekvéseiknek köszönhetően vált nyilvánvalóvá a magyar textilműfaj megújulása. Szabó Marianne ennek a gyorsan felvirágzó textilmozgalomnak egyik meghatározó alakja volt. Kezdetben még párhuzamos úton haladt a többiekkel, de az 1970-es évek elején a sík textilektől továbblépett a térkompozíciók felé. Első nagyszabású műve a Pad (1972). Az életnagyságú nőalaknak és a közvetlen környezetét alkotó fülkének a megformálása a textilműfaj adottságait és lehetőségeit követi, de az alak mégsem csak dekoratív jelenség, hanem plasztikai igénnyel jelenik meg a térben. A kompozícióban használt anyagok – juta, filc – a következő években is Szabó Marianne legfontosabb matériái. Filcből készült, falra akasztható munkái is plasztikusak, lényegében domborítással, hímzéssel és más technikákkal alakított textilreliefek (Szirén, 1972; Három angyal, 1976).
1974-ben a Szent István Király Múzeumban bemutatott Történet (Életút) c. kompozíciója textilplasztikai törekvéseinek nagyszabású összefoglalása volt. A 24 méter hosszú, spirális háttérből és életnagyságú alakokból álló mű egy nő életének stációit idézte fel a születéstől a halálig. Az alakok plasztikus megformálása az alkalmazott anyagok és technikák sokféleségével, valamint az előre megformált és az improvizált részek játékával párosult. A néző – belépve a kompozíció terére – maga is részévé vált annak. Az 1970-es évek második felében kisméretű plasztikus textiltárgyakat készített, majd a perui inka textilek hatására titokzatos pszeudokultikus tárgyakat. Az 1980-as évek elejétől papírmaséval dolgozik. 1988-ban készültek az egri Flóra szálló éttermében elhelyezett magyar és török vitézeket ábrázoló papírszobrai.”
Az 1980-as évek végén visszavonult saját műtermébe és ott alkot, férje, Makovecz Imre halála óta férje szellemi hagyatékát és emlékezetét ápolja a pályatársakkal, köztük Melocco Miklóssal, Szörényi Leventével együtt.

## Kiállításai (válogatás)

### Egyéni
- 1968 • Csók Galéria, Budapest
- 1974 • Szent István Király Múzeum, Székesfehérvár
- 1975 • Sopron
- 1976 • Tokaj • Kassák Klub, Budapest
- 1979 • Textilwerkstatt Sterk, Hannover • Bissendorf • G. de Afstaap, Amszterdam
- 1982 • Dortmund • Bad Salzuflen (Német Szövetségi Köztársaság).

### Csoportos
- 1962 • Prága
- 1967 • Moszkva
- 1968 • Textil falikép 68, Ernst Múzeum, Budapest • Kairó
- 1969 • Szombathely • Sopron • Rothenburg
- 1970-1978 • 1-5. Fal- és Tértextil Biennále, Savaria Múzeum, Szombathely
- 1971 • Varsó
- 1972 • Mai Magyar Iparművészet, Magyar Iparművészeti Múzeum, Budapest
- 1973 • Manchester
- 1974 • Mai Magyar Iparművészet II., Magyar Iparművészeti Múzeum, Budapest • Madrid • Bromsgrove Festival
- 1975 • Magyar Miniatűr Textilek, Savaria Múzeum, Szombathely • Jubileumi Iparművészeti kiállítás, Műcsarnok, Budapest • Zürich • Graz
- 1976 • Miniatűr textilek első nemzetközi kiállítása, Szombathely
- 1977 • Párizs • Dánia.

## Díjai, elismerései (válogatás)
- Fal- és Tértextil Biennále, Szombathely, II. díj (1974)
- Munkácsy Mihály-díj (1975)